# Atenolol/clortalidona
El atenolol/clortalidona, también conocido como cotedidona, es un medicamento combinado que se usa para tratar la presión arterial alta. Está compuesto por atenolol, un beta-bloqueador y clortalidona, un diurético. No se recomienda como tratamiento inicial, pero puede ser utilizado en aquellos que estén tomando atenolol y clortalidona individualmente. Es oral, se toma por boca.
Los efectos secundarios comunes incluyen, malestar gastrointestinal y gota. Efectos secundarios graves pueden incluir problemas hepáticos, pancreatitis, y psicosis. No se recomienda su uso durante el embarazo. El uso durante la lactancia materna puede dañar al bebé. El atenolol actúa bloqueando los receptores β1-adrenérgicos en el corazón, lo que reduce la frecuencia cardíaca y la carga de trabajo. La clortalidona actúa aumentando la cantidad de sodio que pierden los riñones.
La combinación fue aprobada para uso médico en los Estados Unidos en 1984. Está disponible como medicamento genérico.